# Madarak és fák napja

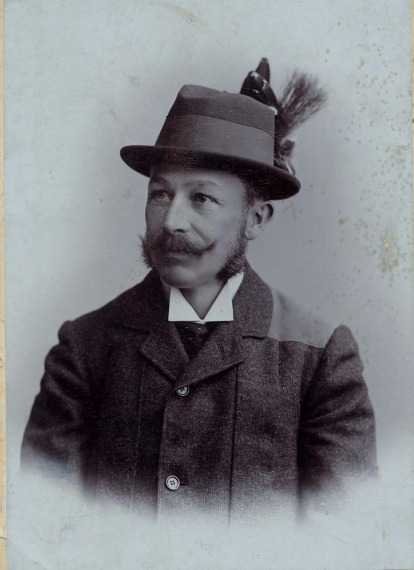
Chernel István ornitológus az első magyarországi madarak és fák napja szervezője

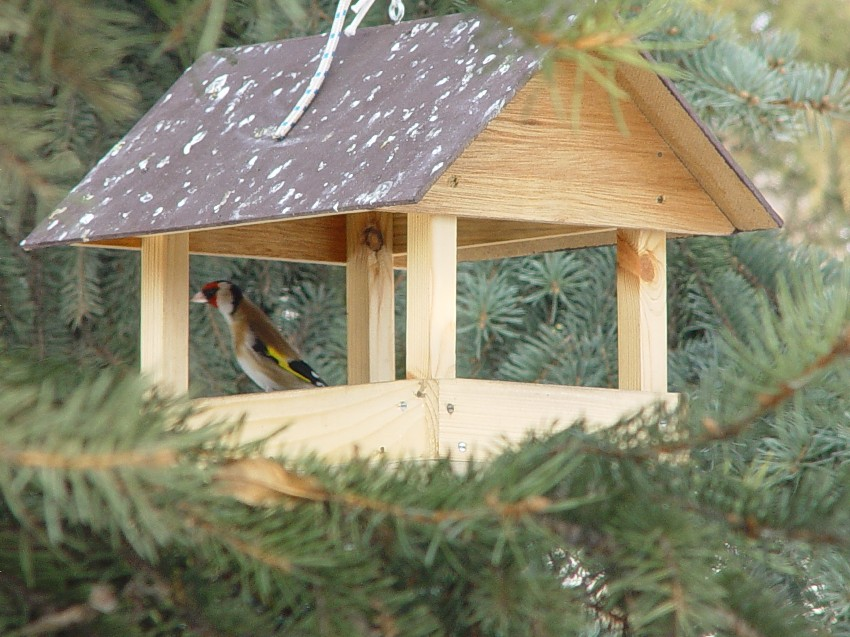
Tengelic a madáretetőn

A madarak és fák napja a Föld napjának a testvérünnepe, amelynek célja, hogy különböző megemlékezésekkel, rendezvényekkel a társadalom, különösen az ifjúság természetvédelem iránti elkötelezettségét kialakítsa, elmélyítse. Időpontja a hatályos természetvédelmi törvény szerint minden év május 10-e. A hagyomány immáron több mint százéves. Megszervezésének közvetlen előzménye a „mezőgazdaságra hasznos madarak” védelme érdekében 1902-ben kötött párizsi egyezmény, mely után Chernel István ornitológus még ebben az évben megszervezte az első madarak és fák napját. Az esemény iskolai keretek közé az Apponyi Albert vallási- és közoktatásügyi miniszter által 26.120/1906 számon kiadott rendelet által került ki, melynek értelmében az elemi népiskolákban minden év májusában vagy júniusában kellett „természetvédő” és „erkölcsnemesítő” szellemben méltatni a Madarak és Fák Napját.

## Története

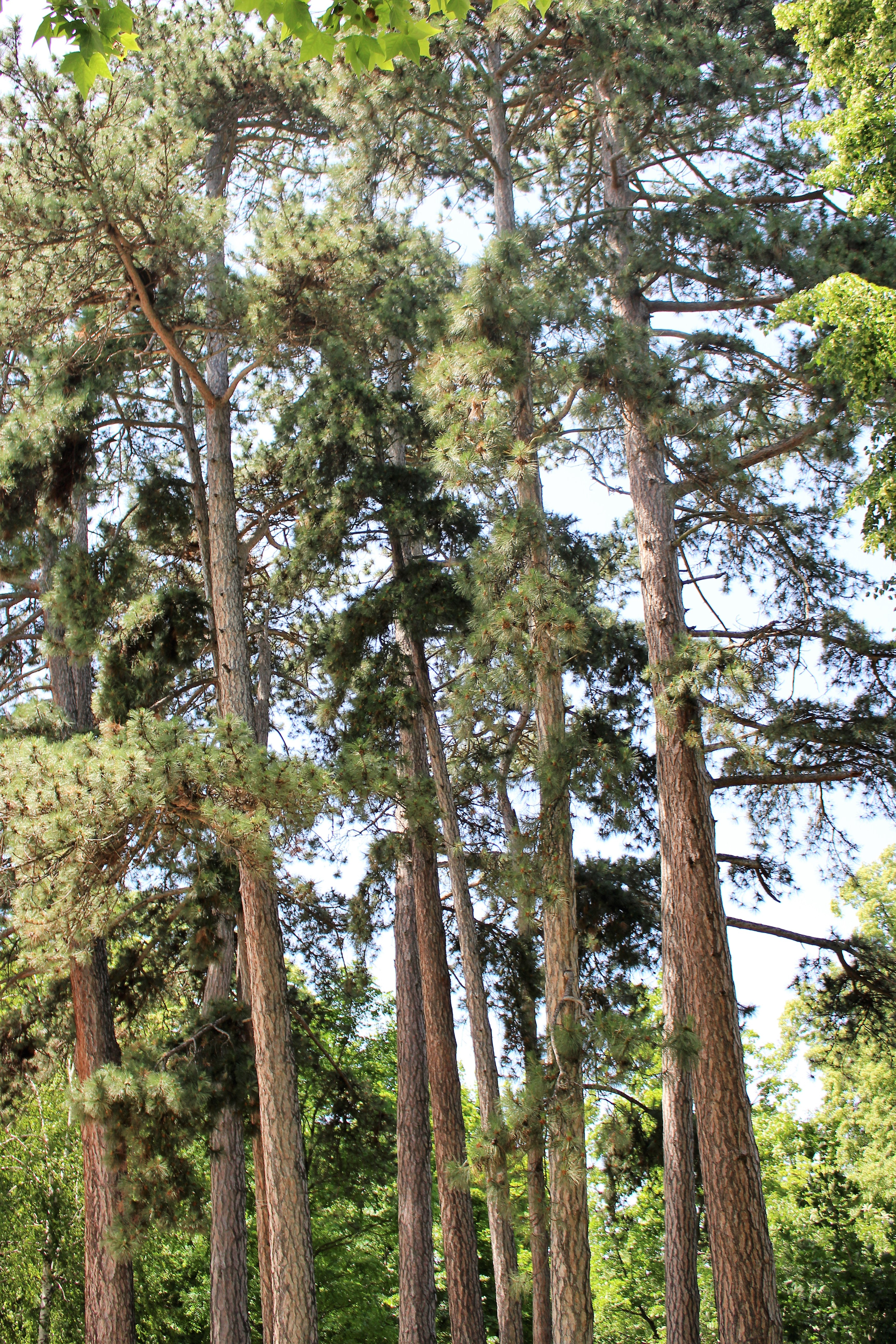
Balatonfüredi fenyőfák

Klebelsberg Kuno 1931-es rendeletéből kiderül, hogy az emléknap az amerikai Madarak napja (Birds day) és a Fák napja (Arbor day) alapján született meg. Ezen a napon a tanító hagyományosan “szép, emelkedett és beható előadást tart a madarak életéről, a természet háztartásban való jelentőségéről, az ember gazdaságaiban, de lelkületében játszott szerepéről is”. A fákkal kapcsolatban az oktató “a fák jelentőségét fejtegeti”, a lényeg azonban az, hogy minden gyermek ültessen egy fát, mely fa “azután magával a gyermekkel növekszik, és így a gyermek lényéhez fűződik”.
Az első világháború és az azt követő évtized alatt veszített jelentőségéből “ez a szép, a lelkület finomítására annyira alkalmas, poétikus intézmény”. Klebelsberg azonban Apponyi Albert felé tanúsított tiszteletével indokolja a szokás felújítását: “újból teljes érvényt igyekszem szerezni annak a fennkölt szellemből fakadó rendelkezésének, mellyel a magyar erdők, mezők dalos madarainak és a fáknak megvédelmezését kívánta elérni akkor, amikor a fogékony gyermeklelket a madarak és fák szeretete felé igyekezett gyöngéden hajlítani”. A miniszter rendeletében visszajelzést is előír annak ellenőrzésére, hogy az iskolákban megtartják-e a Napot, milyen eredménnyel, ültetnek-e fákat, az iskolák rendelkezésére áll-e minden szükséges segítség, illetve konkrétan Herman Ottó Madarak hasznáról és káráról című munkája a birtokukban van-e. Klebelsberg meggyőződése szerint a hagyomány újraélesztésével “a fa és bokor szeretete elterjed a nép között, mert annak megóvásával és ápolásával együtt önként föltámad és gyökeret ver a nép szívében, értelmében egyaránt a hasznos madarak védelme is”.
A második világháború és az államszocializmus évei alatt ha feledésbe nem is merült, de kisebb jelentőséggel bírt ez a jeles nap (vélhetően amerikai eredete és a dualizmusban, később a Horthy-rendszerben történt meg-, majd újjászületése miatt).

## Határokon túl
A madarak és fák napját a két világháború között az első csehszlovák köztársaság iskoláiban is megünnepelték.